# Zmeura de Aur pentru cel mai prost actor într-un rol principal
Zmeura de Aur pentru cel mai prost actor într-un rol principal (engleză: Golden Raspberry Award for Worst Actor)  este un premiu care se acordă anual la gala Zmeura de Aur pentru cel mai prost actor într-un rol principal dintr-un film lansat anul anterior. În continuare este prezentată lista celor care au primit acest premiu dar și cei care au fost nominalizați.

## Anii 1980
| An                         | Actor                           | Film                        | Personaj |
| -------------------------- | ------------------------------- | --------------------------- | -------- |
| 1980 (1st)                 |                                 |                             |          |
| Neil Diamond               | The Jazz Singer                 | Yussel Rabinovitch          |          |
| Michael Beck               | Xanadu                          | Sonny Malone                |          |
| Robert Blake               | Coast to Coast                  | Charles Callahan            |          |
| Michael Caine              | Dressed to Kill                 | Dr. Robert Elliott          |          |
| Michael Caine              | The Island                      | Blair Maynard               |          |
| Kirk Douglas               | Saturn 3                        | Adam                        |          |
| Richard Dreyfuss           | The Competition                 | Paul Dietrich               |          |
| Anthony Hopkins            | A Change of Seasons             | Adam Evans                  |          |
| Bruce Jenner (now Caitlyn) | Can't Stop the Music            | Ron White                   |          |
| Sam J. Jones               | Flash Gordon                    | Flash Gordon                |          |
| 1981 (2nd)                 |                                 |                             |          |
| Klinton Spilsbury          | The Legend of the Lone Ranger   | John Reid / The Lone Ranger |          |
| Gary Coleman               | On the Right Track              | Lester                      |          |
| Bruce Dern                 | Tattoo                          | Karl Kinsky                 |          |
| Richard Harris             | Tarzan, the Ape Man             | James Parker                |          |
| Kris Kristofferson         | Heaven's Gate                   | James Averill               |          |
| Kris Kristofferson         | Rollover                        | Hubbell Smith               |          |
| 1982 (3rd)                 |                                 |                             |          |
| Laurence Olivier           | Inchon                          | Douglas MacArthur           |          |
| Willie Aames               | Paradise                        | David                       |          |
| Willie Aames               | Zapped!                         | Peyton Nichols              |          |
| Christopher Atkins         | The Pirate Movie                | Frederic                    |          |
| Luciano Pavarotti          | Yes, Giorgio                    | Giorgio Fini                |          |
| Arnold Schwarzenegger      | Conan the Barbarian             | Conan                       |          |
| 1983 (4th)                 |                                 |                             |          |
| Christopher Atkins         | A Night in Heaven               | Rick Monroe                 |          |
| Lloyd Bochner              | The Lonely Lady                 | Walter Thornton             |          |
| Lou Ferrigno               | Hercules                        | Hercules                    |          |
| Barbra Streisand (in drag) | Yentl                           | "Anshel" Mendel             |          |
| John Travolta              | Staying Alive                   | Tony Manero                 |          |
| John Travolta              | Two of a Kind                   | Zack Melon                  |          |
| 1984 (5th)                 |                                 |                             |          |
| Sylvester Stallone         | Rhinestone                      | Nick Martinelli             |          |
| Lorenzo Lamas              | Body Rock                       | Chilly                      |          |
| Jerry Lewis                | Slapstick of Another Kind       | Wilbur Swain / Caleb Swain  |          |
| Peter O'Toole              | Supergirl                       | Zaltar                      |          |
| Burt Reynolds              | Cannonball Run II               | J.J. McClure                |          |
| Burt Reynolds              | City Heat                       | Mike Murphy                 |          |
| 1985 (6th)                 |                                 |                             |          |
| Sylvester Stallone         | Rambo: First Blood Part II      | John Rambo                  |          |
| Sylvester Stallone         | Rocky IV                        | Rocky Balboa                |          |
| Divine                     | Lust in the Dust                | Rosie Velez                 |          |
| Richard Gere               | King David                      | David                       |          |
| Al Pacino                  | Revolution                      | Tom Dobb                    |          |
| John Travolta              | Perfect                         | Adam Lawrence               |          |
| 1986 (7th)                 |                                 |                             |          |
| Prince                     | Under the Cherry Moon           | Christopher Tracy           |          |
| Emilio Estevez             | Maximum Overdrive               | Bill Robinson               |          |
| Judd Nelson                | Blue City                       | Billy Turner                |          |
| Sean Penn                  | Shanghai Surprise               | Glendon Wasey               |          |
| Sylvester Stallone         | Cobra                           | Marion 'Cobra' Cobretti     |          |
| 1987 (8th)                 |                                 |                             |          |
| Bill Cosby                 | Leonard Part 6                  | Leonard Parker              |          |
| "Bruce the Shark"          | Jaws: The Revenge               | A shark                     |          |
| Judd Nelson                | From the Hip                    | Robin 'Stormy' Weathers     |          |
| Ryan O'Neal                | Tough Guys Don't Dance          | Tim Madden                  |          |
| Sylvester Stallone         | Over the Top                    | Lincoln Hawk                |          |
| 1988 (9th)                 |                                 |                             |          |
| Sylvester Stallone         | Rambo III                       | John Rambo                  |          |
| Tom Cruise                 | Cocktail                        | Brian Flanagan              |          |
| Bobcat Goldthwait          | Hot to Trot                     | Fred Chaney                 |          |
| Jackie Mason               | Caddyshack II                   | Jack Hartounian             |          |
| Burt Reynolds              | Rent-a-Cop                      | Tony Church                 |          |
| Burt Reynolds              | Switching Channels              | John L. Sullivan IV         |          |
| 1989 (10th)                |                                 |                             |          |
| William Shatner            | Star Trek V: The Final Frontier | James T. Kirk               |          |
| Tony Danza                 | She's Out of Control            | Doug Simpson                |          |
| Ralph Macchio              | The Karate Kid, Part III        | Daniel LaRusso              |          |
| Sylvester Stallone         | Lock Up                         | Frank Leone                 |          |
| Sylvester Stallone         | Tango & Cash                    | Ray Tango                   |          |
| Patrick Swayze             | Next of Kin                     | Truman Gates                |          |
| Patrick Swayze             | Road House                      | James Dalton                |          |

## Anii 1990
| An                     | Actor                                     | Film                        | Personaj |
| ---------------------- | ----------------------------------------- | --------------------------- | -------- |
| 1990 (11th)            |                                           |                             |          |
| Andrew Dice Clay       | The Adventures of Ford Fairlane           | Ford Fairlane               |          |
| Prince                 | Graffiti Bridge                           | The Kid                     |          |
| Mickey Rourke          | Desperate Hours                           | Michael Bosworth            |          |
| Mickey Rourke          | Wild Orchid                               | James Wheeler               |          |
| George C. Scott        | The Exorcist III                          | Lt. William Kinderman       |          |
| Sylvester Stallone     | Rocky V                                   | Rocky Balboa                |          |
| 1991 (12th)            |                                           |                             |          |
| Kevin Costner          | Robin Hood: Prince of Thieves             | Robin Hood                  |          |
| Andrew Dice Clay       | Dice Rules                                | Himself                     |          |
| Sylvester Stallone     | Oscar                                     | Angelo "Snaps" Provolone    |          |
| Vanilla Ice            | Cool as Ice                               | Johnny Van Owen             |          |
| Bruce Willis           | Hudson Hawk                               | Eddie "Hudson Hawk" Hawkins |          |
| 1992 (13th)            |                                           |                             |          |
| Sylvester Stallone     | Stop! Or My Mom Will Shoot                | Sgt. Joe Bomowski           |          |
| Kevin Costner          | The Bodyguard                             | Frank Farmer                |          |
| Michael Douglas        | Basic Instinct                            | Det. Nick Curran            |          |
| Michael Douglas        | Shining Through                           | Ed Leland                   |          |
| Jack Nicholson         | Hoffa                                     | Jimmy Hoffa                 |          |
| Jack Nicholson         | Man Trouble                               | Eugene Earl Axline          |          |
| Tom Selleck            | Folks!                                    | Jon Aldrich                 |          |
| 1993 (14th)            |                                           |                             |          |
| Burt Reynolds          | Cop and a Half                            | Det. Nick McKenna           |          |
| William Baldwin        | Sliver                                    | Zeke Hawkins                |          |
| Willem Dafoe           | Body of Evidence                          | Frank Dulaney               |          |
| Robert Redford         | Indecent Proposal                         | John Gage                   |          |
| Arnold Schwarzenegger  | Last Action Hero                          | Jack Slater                 |          |
| 1994 (15th)            |                                           |                             |          |
| Kevin Costner          | Wyatt Earp                                | Wyatt Earp                  |          |
| Macaulay Culkin        | Getting Even with Dad                     | Timmy Gleason               |          |
| Macaulay Culkin        | The Pagemaster                            | Richard Tyler               |          |
| Macaulay Culkin        | Richie Rich                               | Richie Rich                 |          |
| Steven Seagal          | On Deadly Ground                          | Forrest Taft                |          |
| Sylvester Stallone     | The Specialist                            | Ray Quick                   |          |
| Bruce Willis           | Color of Night                            | Dr. Bill Capa               |          |
| Bruce Willis           | North                                     | Narrator                    |          |
| 1995 (16th)            |                                           |                             |          |
| Pauly Shore            | Jury Duty                                 | Tommy Collins               |          |
| Kevin Costner          | Waterworld                                | The Mariner                 |          |
| Kyle MacLachlan        | Showgirls                                 | Zack Carey                  |          |
| Keanu Reeves           | Johnny Mnemonic                           | Johnny Mnemonic             |          |
| Keanu Reeves           | A Walk in the Clouds                      | Paul Sutton                 |          |
| Sylvester Stallone     | Assassins                                 | Robert Rath                 |          |
| Sylvester Stallone     | Judge Dredd                               | Judge Joseph Dredd          |          |
| 1996 (17th)            |                                           |                             |          |
| Tom Arnold (împărțit)  | Big Bully                                 | Rosco "Fang" Bigger         |          |
| Tom Arnold (împărțit)  | Carpool                                   | Franklin Laszlo             |          |
| Tom Arnold (împărțit)  | The Stupids                               | Stanley Stupid              |          |
| Pauly Shore (împărțit) | Bio-Dome                                  | Bud Macintosh               |          |
| Keanu Reeves           | Chain Reaction                            | Eddie Kasalivich            |          |
| Adam Sandler           | Bulletproof                               | Archie Moses                |          |
| Adam Sandler           | Happy Gilmore                             | Happy Gilmore               |          |
| Sylvester Stallone     | Daylight                                  | Kit Latura                  |          |
| 1997 (18th)            |                                           |                             |          |
| Kevin Costner          | The Postman                               | The Postman (Gordon Krantz) |          |
| Val Kilmer             | The Saint                                 | Simon Templar               |          |
| Shaquille O'Neal       | Steel                                     | John Henry Irons / Steel    |          |
| Steven Seagal          | Fire Down Below                           | Jack Taggart                |          |
| Jon Voight             | Anaconda                                  | Paul Sarone                 |          |
| 1998 (19th)            |                                           |                             |          |
| Bruce Willis           | Armageddon                                | Harry Stamper               |          |
| Bruce Willis           | Mercury Rising                            | Art Jeffries                |          |
| Bruce Willis           | The Siege                                 | Gen. William Devereaux      |          |
| Ralph Fiennes          | The Avengers                              | John Steed                  |          |
| Ryan O'Neal            | An Alan Smithee Film: Burn Hollywood Burn | James Edmunds               |          |
| Ryan Phillippe         | 54                                        | Shane O'Shea                |          |
| Adam Sandler           | The Waterboy                              | Bobby Boucher               |          |
| 1999 (20th)            |                                           |                             |          |
| Adam Sandler           | Big Daddy                                 | Sonny Koufax                |          |
| Kevin Costner          | For Love of the Game                      | Billy Chapel                |          |
| Kevin Costner          | Message in a Bottle                       | Garret Blake                |          |
| Kevin Kline            | Wild Wild West                            | Artemus Gordon              |          |
| Arnold Schwarzenegger  | End of Days                               | Jericho Cane                |          |
| Robin Williams         | Bicentennial Man                          | Andrew Martin               |          |
| Robin Williams         | Jakob the Liar                            | Jakob                       |          |

## Anii 2000
| An                                                       | Actor                                     | Film                                                 | Personaj |
| -------------------------------------------------------- | ----------------------------------------- | ---------------------------------------------------- | -------- |
| 2000 (21st)                                              |                                           |                                                      |          |
| John Travolta                                            | Battlefield Earth                         | Terl                                                 |          |
| John Travolta                                            | Lucky Numbers                             | Russ Richards                                        |          |
| Leonardo DiCaprio                                        | The Beach                                 | Richard                                              |          |
| Adam Sandler                                             | Little Nicky                              | Nicky                                                |          |
| Arnold Schwarzenegger                                    | The 6th Day                               | Adam Gibson                                          |          |
| Sylvester Stallone                                       | Get Carter                                | Jack Carter                                          |          |
| 2001 (22nd)                                              |                                           |                                                      |          |
| Tom Green                                                | Freddy Got Fingered                       | Gordon "Gord" Brody                                  |          |
| Ben Affleck                                              | Pearl Harbor                              | Capt. Rafe McCawley                                  |          |
| Kevin Costner                                            | 3000 Miles to Graceland                   | Thomas J. Murphy                                     |          |
| Keanu Reeves                                             | Hardball                                  | Conor O'Neill                                        |          |
| Keanu Reeves                                             | Sweet November                            | Nelson Moss                                          |          |
| John Travolta                                            | Domestic Disturbance                      | Frank Morrison                                       |          |
| John Travolta                                            | Swordfish                                 | Gabriel Shear                                        |          |
| 2002 (23rd)                                              |                                           |                                                      |          |
| Roberto Benigni (dubbed Godzilla-style by Breckin Meyer) | Pinocchio                                 | Pinocchio                                            |          |
| Adriano Giannini                                         | Swept Away                                | Giuseppe                                             |          |
| Eddie Murphy                                             | The Adventures of Pluto Nash              | Pluto Nash / Rex Crater                              |          |
| Eddie Murphy                                             | I Spy                                     | Kelly Robinson                                       |          |
| Eddie Murphy                                             | Showtime                                  | Off. Trey Sellars                                    |          |
| Adam Sandler                                             | Eight Crazy Nights                        | Davey Stone / Whitey Duvall / Eleanore Duvall / Deer |          |
| Adam Sandler                                             | Mr. Deeds                                 | Longfellow Deeds                                     |          |
| Steven Seagal                                            | Half Past Dead                            | Sasha Petrosevitch                                   |          |
| 2003 (24th)                                              |                                           |                                                      |          |
| Ben Affleck                                              | Daredevil                                 | Matt Murdock / Daredevil                             |          |
| Ben Affleck                                              | Gigli                                     | Larry Gigli                                          |          |
| Ben Affleck                                              | Paycheck                                  | Michael Jennings                                     |          |
| Cuba Gooding, Jr.                                        | Boat Trip                                 | Jerry Robinson                                       |          |
| Cuba Gooding, Jr.                                        | The Fighting Temptations                  | Darrin Hill                                          |          |
| Cuba Gooding, Jr.                                        | Radio                                     | James Robert "Radio" Kennedy                         |          |
| Justin Guarini                                           | From Justin to Kelly                      | Justin Bell                                          |          |
| Ashton Kutcher                                           | Cheaper by the Dozen                      | Hank                                                 |          |
| Ashton Kutcher                                           | Just Married                              | Tom Leezak                                           |          |
| Ashton Kutcher                                           | My Boss's Daughter                        | Tom Stansfield                                       |          |
| Mike Myers                                               | The Cat in the Hat                        | The Cat in the Hat                                   |          |
| 2004 (25th)                                              |                                           |                                                      |          |
| George W. Bush                                           | Fahrenheit 9/11                           | Himself                                              |          |
| Ben Affleck                                              | Jersey Girl                               | Oliver "Ollie" Trinke                                |          |
| Ben Affleck                                              | Surviving Christmas                       | Drew Latham                                          |          |
| Vin Diesel                                               | The Chronicles of Riddick                 | Riddick                                              |          |
| Colin Farrell                                            | Alexander                                 | Alexander the Great                                  |          |
| Ben Stiller                                              | Along Came Polly                          | Reuben Feffer                                        |          |
| Ben Stiller                                              | Anchorman: The Legend of Ron Burgundy     | Arturo Mendez                                        |          |
| Ben Stiller                                              | DodgeBall: A True Underdog Story          | White Goodman                                        |          |
| Ben Stiller                                              | Envy                                      | Tim Dingman                                          |          |
| Ben Stiller                                              | Starsky & Hutch                           | David Starsky                                        |          |
| 2005 (26th)                                              |                                           |                                                      |          |
| Rob Schneider                                            | Deuce Bigalow: European Gigolo            | Deuce Bigalow                                        |          |
| Tom Cruise                                               | War of the Worlds                         | Ray Ferrier                                          |          |
| Will Ferrell                                             | Bewitched                                 | Jack Wyatt / Darrin Stephens                         |          |
| Will Ferrell                                             | Kicking & Screaming                       | Phil Weston                                          |          |
| Dwayne Johnson                                           | Doom                                      | Asher "Sarge" Mahonin                                |          |
| Jamie Kennedy                                            | Son of the Mask                           | Tim Avery                                            |          |
| 2006 (27th)                                              |                                           |                                                      |          |
| Marlon Wayans & Shawn Wayans                             | Little Man                                | Calvin Simms and Darryl Edwards                      |          |
| Tim Allen                                                | The Santa Clause 3: The Escape Clause     | Santa Claus / Scott Calvin                           |          |
| Tim Allen                                                | The Shaggy Dog                            | Dave Douglas                                         |          |
| Tim Allen                                                | Zoom                                      | Jack Shepard / Captain Zoom                          |          |
| Nicolas Cage                                             | The Wicker Man                            | Edward Malus                                         |          |
| Larry the Cable Guy                                      | Larry the Cable Guy: Health Inspector     | Larry                                                |          |
| Rob Schneider                                            | The Benchwarmers                          | Gus Matthews                                         |          |
| Rob Schneider                                            | Little Man                                | D-Rex                                                |          |
| 2007 (28th)                                              |                                           |                                                      |          |
| Eddie Murphy                                             | Norbit                                    | Norbit Albert Rice                                   |          |
| Nicolas Cage                                             | Ghost Rider                               | Johnny Blaze / Ghost Rider                           |          |
| Nicolas Cage                                             | National Treasure: Book of Secrets        | Benjamin Franklin Gates                              |          |
| Nicolas Cage                                             | Next                                      | Cris Johnson                                         |          |
| Jim Carrey                                               | The Number 23                             | Walter Sparrow / Det. Fingerling                     |          |
| Cuba Gooding, Jr.                                        | Daddy Day Camp                            | Charlie Hinton                                       |          |
| Cuba Gooding, Jr.                                        | Norbit                                    | Deion Hughes                                         |          |
| Adam Sandler                                             | I Now Pronounce You Chuck and Larry       | Chuck Levine                                         |          |
| 2008 (29th)                                              |                                           |                                                      |          |
| Mike Myers                                               | The Love Guru                             | Guru Maurice Pitka                                   |          |
| Larry the Cable Guy                                      | Witless Protection                        | Larry Stalder                                        |          |
| Eddie Murphy                                             | Meet Dave                                 | Dave Ming Cheng / The Captain                        |          |
| Al Pacino                                                | 88 Minutes                                | Dr. Jack Gramm                                       |          |
| Al Pacino                                                | Righteous Kill                            | Det. David "Rooster" Fisk                            |          |
| Mark Wahlberg                                            | The Happening                             | Elliot Moore                                         |          |
| Mark Wahlberg                                            | Max Payne                                 | Max Payne                                            |          |
| 2009 (30th)                                              |                                           |                                                      |          |
| Jonas Brothers                                           | Jonas Brothers: The 3D Concert Experience | Themselves                                           |          |
| Will Ferrell                                             | Land of the Lost                          | Dr. Rick Marshall                                    |          |
| Steve Martin                                             | The Pink Panther 2                        | Jacques Clouseau                                     |          |
| Eddie Murphy                                             | Imagine That                              | Evan Danielson                                       |          |
| John Travolta                                            | Old Dogs                                  | Charlie Reed                                         |          |

## Anii 2010
| An                  | Actor                                                         | Film                       | Personaj |
| ------------------- | ------------------------------------------------------------- | -------------------------- | -------- |
| 2010 (31st)         |                                                               |                            |          |
| Ashton Kutcher      | Killers                                                       | Spencer Aimes              |          |
| Ashton Kutcher      | Valentine's Day                                               | Reed Bennett               |          |
| Jack Black          | Gulliver's Travels                                            | Lemuel Gulliver            |          |
| Gerard Butler       | The Bounty Hunter                                             | Milo Boyd                  |          |
| Taylor Lautner      | The Twilight Saga: Eclipse                                    | Jacob Black                |          |
| Taylor Lautner      | Valentine's Day                                               | Willy Harrington           |          |
| Robert Pattinson    | Remember Me                                                   | Tyler Hawkins              |          |
| Robert Pattinson    | The Twilight Saga: Eclipse                                    | Edward Cullen              |          |
| 2011 (32nd)         |                                                               |                            |          |
| Adam Sandler        | Jack and Jill                                                 | Jack Sadelstein            |          |
| Adam Sandler        | Just Go with It                                               | Dr. Danny Maccabee         |          |
| Russell Brand       | Arthur                                                        | Arthur Bach                |          |
| Nicolas Cage        | Drive Angry                                                   | Milton                     |          |
| Nicolas Cage        | Season of the Witch                                           | Behmen von Bleibruck       |          |
| Nicolas Cage        | Trespass                                                      | Kyle Miller                |          |
| Taylor Lautner      | Abduction                                                     | Nathan Harper              |          |
| Taylor Lautner      | The Twilight Saga: Breaking Dawn – Part 1                     | Jacob Black                |          |
| Nick Swardson       | Bucky Larson: Born to Be a Star                               | Bucky Larson               |          |
| 2012 (33rd)         |                                                               |                            |          |
| Adam Sandler        | That's My Boy                                                 | Donny Berger               |          |
| Nicolas Cage        | Ghost Rider: Spirit of Vengeance                              | Johnny Blaze / Ghost Rider |          |
| Nicolas Cage        | Seeking Justice                                               | Will Gerard                |          |
| Eddie Murphy        | A Thousand Words                                              | Jack McCall                |          |
| Robert Pattinson    | The Twilight Saga: Breaking Dawn – Part 2                     | Edward Cullen              |          |
| Tyler Perry         | Alex Cross                                                    | Alex Cross                 |          |
| Tyler Perry         | Good Deeds                                                    | Wesley Deeds               |          |
| 2013 (34th)         |                                                               |                            |          |
| Jaden Smith         | After Earth                                                   | Kitai Raige                |          |
| Johnny Depp         | The Lone Ranger                                               | Tonto                      |          |
| Ashton Kutcher      | Jobs                                                          | Steve Jobs                 |          |
| Adam Sandler        | Grown Ups 2                                                   | Lenny Feder                |          |
| Sylvester Stallone  | Bullet to the Head                                            | James Bonomo               |          |
| Sylvester Stallone  | Escape Plan                                                   | Ray Breslin                |          |
| Sylvester Stallone  | Grudge Match                                                  | Henry 'Razor' Sharp        |          |
| 2014 (35th)         |                                                               |                            |          |
| Kirk Cameron        | Saving Christmas                                              | Kirk                       |          |
| Nicolas Cage        | Left Behind                                                   | Rayford Steele             |          |
| Kellan Lutz         | The Legend of Hercules                                        | Hercules                   |          |
| Seth MacFarlane     | A Million Ways to Die in the West                             | Albert Stark               |          |
| Adam Sandler        | Blended                                                       | Jim Friedman               |          |
| 2015 (36th)         |                                                               |                            |          |
| Jamie Dornan        | Fifty Shades of Grey                                          | Christian Grey             |          |
| Johnny Depp         | Mortdecai                                                     | Charlie Mortdecai          |          |
| Kevin James         | Paul Blart: Mall Cop 2                                        | Paul Blart                 |          |
| Adam Sandler        | The Cobbler                                                   | Max Simkin                 |          |
| Adam Sandler        | Pixels                                                        | Sam Brenner                |          |
| Channing Tatum      | Jupiter Ascending                                             | Caine Wise                 |          |
| 2016 (37th)         |                                                               |                            |          |
| Dinesh D'Souza      | Hillary's America: The Secret History of the Democratic Party | El însuși                  |          |
| Ben Affleck         | Batman v Superman: Dawn of Justice                            | Bruce Wayne / Batman       |          |
| Gerard Butler       | Gods of Egypt                                                 | Set                        |          |
| Gerard Butler       | London Has Fallen                                             | Mike Banning               |          |
| Henry Cavill        | Batman v Superman: Dawn of Justice                            | Clark Kent / Superman      |          |
| Robert De Niro      | Dirty Grandpa                                                 | Richard "Dick" Kelly       |          |
| Ben Stiller         | Zoolander 2                                                   | Derek Zoolander            |          |
| 2017 (38th)         |                                                               |                            |          |
| Tom Cruise          | The Mummy                                                     | Nick Morton                |          |
| Johnny Depp         | Pirates of the Caribbean: Dead Men Tell No Tales              | Jack Sparrow               |          |
| Jamie Dornan        | Fifty Shades Darker                                           | Christian Grey             |          |
| Zac Efron           | Baywatch                                                      | Matt Brody                 |          |
| Mark Wahlberg       | Daddy's Home 2                                                | Dusty Mayron               |          |
| Mark Wahlberg       | Transformers: The Last Knight                                 | Cade Yeager                |          |
| 2018 (39th)         |                                                               |                            |          |
| Donald Trump        | Death of a Nation                                             | El însuși                  |          |
| Donald Trump        | Fahrenheit 11/9                                               | El însuși                  |          |
| Johnny Depp         | Sherlock Gnomes                                               | Sherlock Gnomes            |          |
| Will Ferrell        | Holmes & Watson                                               | Sherlock Holmes            |          |
| John Travolta       | Gotti                                                         | John Gotti                 |          |
| Bruce Willis        | Death Wish                                                    | Paul Kersey                |          |
| 2019 (40th)         |                                                               |                            |          |
| John Travolta       | The Fanatic                                                   | Moose                      |          |
| John Travolta       | Trading Paint                                                 | Sam Munroe                 |          |
| James Franco        | Zeroville                                                     | Vikar                      |          |
| David Harbour       | Hellboy                                                       | Hellboy / Anung Un Rama    |          |
| Matthew McConaughey | Serenity                                                      | Baker Dill                 |          |
| Sylvester Stallone  | Rambo: Last Blood                                             | John Rambo                 |          |

## Anii 2020
| An                                 | Actor                        | Film                                            | Personaj |
| ---------------------------------- | ---------------------------- | ----------------------------------------------- | -------- |
| 2020 (41st)                        |                              |                                                 |          |
| Mike Lindell (The "My Pillow Guy") | Absolute Proof               | El însuși                                       |          |
| Robert Downey Jr.                  | Dolittle                     | Dr. John Dolittle                               |          |
| Michele Morrone                    | 365 Days                     | Don Massimo Torricelli                          |          |
| Adam Sandler                       | Hubie Halloween              | Hubie Dubois                                    |          |
| David Spade                        | The Wrong Missy              | Tim Morris                                      |          |
| 2021 (42nd)                        |                              |                                                 |          |
| LeBron James                       | Space Jam: A New Legacy      | El însuși                                       |          |
| Scott Eastwood                     | Dangerous                    | Dylan "D" Forrester                             |          |
| Roe Hartrampf                      | Diana the Musical            | Charles, Prince of Wales                        |          |
| Ben Platt                          | Dear Evan Hansen             | Evan Hansen                                     |          |
| Mark Wahlberg                      | Infinite                     | Evan McCauley & Heinrich Treadway (2020)        |          |
| 2022 (43rd)                        |                              |                                                 |          |
| Jared Leto                         | Morbius                      | Dr. Michael Morbius/Morbius, the Living Vampire |          |
| Pete Davidson                      | Marmaduke                    | Marmaduke (voce)                                |          |
| Tom Hanks                          | Disney's Pinocchio           | Geppetto                                        |          |
| Machine Gun Kelly                  | Good Mourning                | London Clash                                    |          |
| Sylvester Stallone                 | Samaritan                    | Joe Smith/Samaritan/Nemesis                     |          |
| 2023 (44th)                        |                              |                                                 |          |
| Jon Voight                         | Mercy                        | Patrick Quinn                                   |          |
| Russell Crowe                      | The Pope's Exorcist          | Gabriele Amorth                                 |          |
| Vin Diesel                         | Fast X                       | Dominic Toretto                                 |          |
| Chris Evans                        | Ghosted                      | Cole Turner                                     |          |
| Jason Statham                      | Meg 2: The Trench            | Jonas Taylor                                    |          |
| 2024 (45th)                        |                              |                                                 |          |
| Jerry Seinfeld                     | Unfrosted                    | Bob Cabana                                      |          |
| Jack Black                         | Dear Santa                   | Satan / "Santa Claus"                           |          |
| Zachary Levi                       | Harold and the Purple Crayon | Harold                                          |          |
| Joaquin Phoenix                    | Joker: Folie à Deux          | Arthur Fleck / Joker                            |          |
| Dennis Quaid                       | Reagan                       | Ronald Reagan                                   |          |

## Multiple premii câștigate
4 premii
- Sylvester Stallone

3 premii
- Kevin Costner
- Adam Sandler

2 premii
- Pauly Shore
- John Travolta

## Multiple nominalizări
| 16 nominalizări - Sylvester Stallone 12 nominalizări - Adam Sandler 7 nominalizări - Kevin Costner - John Travolta 5 nominalizări - Nicolas Cage - Eddie Murphy 4 nominalizări - Ben Affleck - Johnny Depp - Arnold Schwarzenegger - Bruce Willis 3 nominalizări - Tom Cruise - Will Ferrell - Ashton Kutcher - Keanu Reeves - Burt Reynolds - Steven Seagal - Mark Wahlberg | 2 nominalizări - Christopher Atkins - Jack Black - Gerard Butler - Andrew Dice Clay - Vin Diesel - Jamie Dornan - Cuba Gooding, Jr. - Larry the Cable Guy - Taylor Lautner - Mike Myers - Judd Nelson - Ryan O'Neal - Al Pacino - Robert Pattinson - Prince - Rob Schneider - Pauly Shore - Ben Stiller - Jon Voight |